# Werner Göransson
Werner Göransson, född 22 april 1888 i Tierps socken, död 29 oktober 1965 i Örgryte församling, var en svensk statistiker.
Werner Göransson var son till hemmansägaren Erik Göransson. Efter mogenhetsexamen i Gävle 1908 studerade han vid Uppsala universitet och blev 1911 filosofie kandidat och 1915 filosofie licentiat där. Göransson anställdes 1913 som amanuens i Socialstyrelsen och flyttade 1914 till Statistiska centralbyrån, där han innehade olika förordnanden. Vid sidan därav uppehöll han 1918 ett förordnande som aktuarie hos Kontrollstyrelsen.
År 
1918 erhöll han befattningen som chefsstatistiker vid Göteborgs stads statistiska kontor och blev efter en kommunal omorganisation 1932 byråchef för Göteborgs statistiska byrå. Vid sidan av sitt arbete i Göteborg anlitades han för ett flertal kommunala och statliga uppdrag i statistiska och ekonomiska ärenden och i fastighetstaxeringsfrågor. Därutöver innehade han lärarförordnanden vid Göteborgs högskola och vid Handelshögskolan i Göteborg och uppehöll tidvis undervisningen i statistik där. Under Göranssons ledning blev kommunalstatistiken i Göteborg en fast organisation inom stadens förvaltningsapparat. Byrån fortsatte utgivningen av Statistisk årsbok för Göteborg som började ges ut 1902, och på Göranssons initiativ började utgivningen av Göteborgs kommunalkalender 1929.
Göransson utgav en mängd skrifter inom statistikens och andra områden, bland annat Göteborgs kommunalstatistik. Några minnesord med anledning av statistiska byråns 25-årsjubileum 1943. Till jubileumsutställningen i Göteborg 1923 utarbetade hans byrå flera publikationer, bland annat den illustrerade Göteborg. Några statistiska huvuddata (som även utgavs på tyska, engelska och franska). Bland andra skrifter i sociala frågor märks De blinda i Göteborgs och Bohus län (1924), förutom medverkan i en mängd handböcker. Därutöver medverkade han i en mängd uppsatser och artiklar i vetenskapliga ämnen i tidningar och tidskrifter.
Göransson tilldelades Göteborgs stads förtjänsttecken 1953.
Werner Göransson är begraven på Örgryte gamla kyrkogård.